# Indice KOF della globalizzazione
L'indice KOF di globalizzazione misura l'entità della globalizzazione inizialmente in 122 paesi, e incrementati nel tempo a 185 paesi.
L'indice è stato ideato dall'economista tedesco Axel Dreher presso l'Economic Research Center dell'ETH di Zurigo . Questo indice fu determinato e pubblicato per la prima volta nel 2002 e copre il periodo a partire dal 1970. L'edizione è 2017 conteneva i dati del 2015 una nuova versione aggiornata è stata pubblicata nel 2018..
L'indice è basato su tre parametri principali : globalizzazione economica, globalizzazione culturale / sociale e globalizzazione politica, per ognuno dei quali viene determinato un valore di indice.

## Metodologia
L'indice si basa su questi tre pilastri:
Globalizzazione economica
Globalizzazione del commercio: scambi di merci valutato come percentuale del PIL, scambi di servizi in percentuale del PIL, diversificazione dei partner commerciali, livello delle tariffe sulle importazioni, regolamentazione del commercio
Globalizzazione finanziaria: investimenti diretti esteri in proporzione al PIL, entità delle restrizioni sul capitale straniero, importo dei trasferimenti all'estero in proporzione al PIL, importo del debito estero in proporzione al PIL, importo delle riserve di valuta estera in proporzione del PIL
Globalizzazione sociale
Globalizzazione interpersonale: traffico telefonico internazionale, numero di telefoni cellulari pro capite, numero di turisti internazionali in rapporto alle dimensioni della popolazione, proporzione dei migranti nella popolazione, numero di aeroporti internazionali, libertà di movimento
Globalizzazione dell'informazione: numero di domande di brevetto da parte degli stranieri, numero di studenti stranieri presenti in relazione alla popolazione, quota di esportazioni di alta tecnologia come parte della quota di esportazioni totali, quota di famiglie aventi la televisione, quota di famiglie aventi connessione Internet, velocità media della connessione Internet, libertà di stampa e dei media
Globalizzazione culturale: quota di scambio dei beni culturali, quota di scambio dei servizi, numero di marchi registrati, percentuale dei negozi di McDonald's pro capite, percentuale dei negozi IKEA pro capite, uguaglianza di genere, spesa pubblica per l'istruzione pro capite, rispetto dei diritti civili
Globalizzazione politica
Numero totale di ambasciate straniere presenti in un paese, contributo personale pro capite alle forze di mantenimento della pace delle Nazioni Unite, numero di organizzazioni internazionali non governative, numero di organizzazioni internazionali di cui un paese è membro, numero di accordi internazionali che un paese ha firmato, numero di paesi partner con i quali sono stati conclusi accordi internazionali